# Dobratice
Dobratice é uma comuna checa localizada na região de Morávia-Silésia, distrito de Frýdek-Místek‎.